# ناحیه ساراماکا
ناحیه ساراماکا (به لاتین: Saramacca District) یکی از ناحیه‌های کشور سورینام است. ناحیه ساراماکا ۳٬۶۳۶ کیلومتر مربع مساحت و ۱۷٬۴۸۰ نفر جمعیت دارد.